# Non cercate l'assassino
Non cercate l'assassino (99 River Street) è un film statunitense del 1953 diretto da Phil Karlson.

## Trama
Incastrato per l'omicidio della moglie infedele, un ex pugile divenuto tassista ha poche ore di tempo per rintracciare il vero assassino, il gansters amante della donna che, implicato in un furto di pietre preziose, l'aveva uccisa per eliminare una testimone scomoda.